# Ailly
Ailly – miejscowość i gmina we Francji, w regionie Normandia, w departamencie Eure.
Według danych na rok 1990 gminę zamieszkiwało 755 osób, a gęstość zaludnienia wynosiła 49 osób/km².